# Sarvestan
Sarvestān o Sarwistan (en persa سروستان, de sarv = ciprés i estan = terra; entre el segle VII i el X esmentada com a Khawristan o Khavrestān) és una població de l'Iran a la província de Fars a 80 km al sud-est de Siraz, famosa pel palau sassànida allí existent. La seva població és d'uns 40.000 habitants. Al centre de la població hi ha el Imamzadeh Pol, mausoleu del xeic Yusuf Sarvestani (un moralista notable del segle xiii), datat el 1283, de construcció inspirada en el palau sassànida proper; estava adjunt a un altre mausoleu de l'època mongola, avui en ruïnes, on hi havia la tomba de Muhammad al-Bayzavi (datat del 1310). Avui dia la ciutat és un districte del comtat de Shiraz. El 1950 tenia 4.000 habitants.
Ja existia en temps dels aquemènides abans del 500 aC. Els sassànides hi van construir un palau conegut com a Kakh-e Sasan (Kākh-e Sāsāni o Qasr-e Sāsān), a 12 km al sud-est de la ciutat; els experts dubten de si era un palau o un temple de foc zoroastrià; fou inclòs a la llista del patrimoni nacional el 1956 però algunes restauracions poc professionals han posat el lloc en perill.

## Galeria

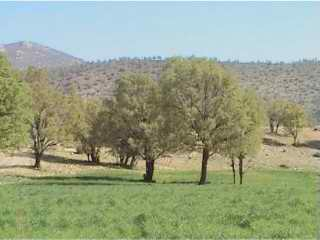
Rodalies
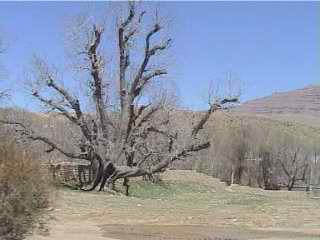
Revat, prop de Sarvestan
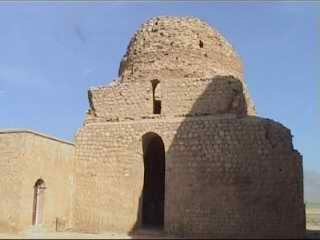
Palau sassànida
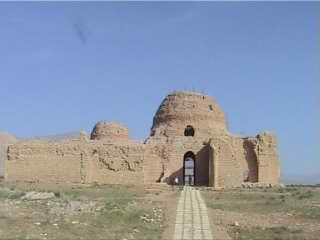
Palau sassànida
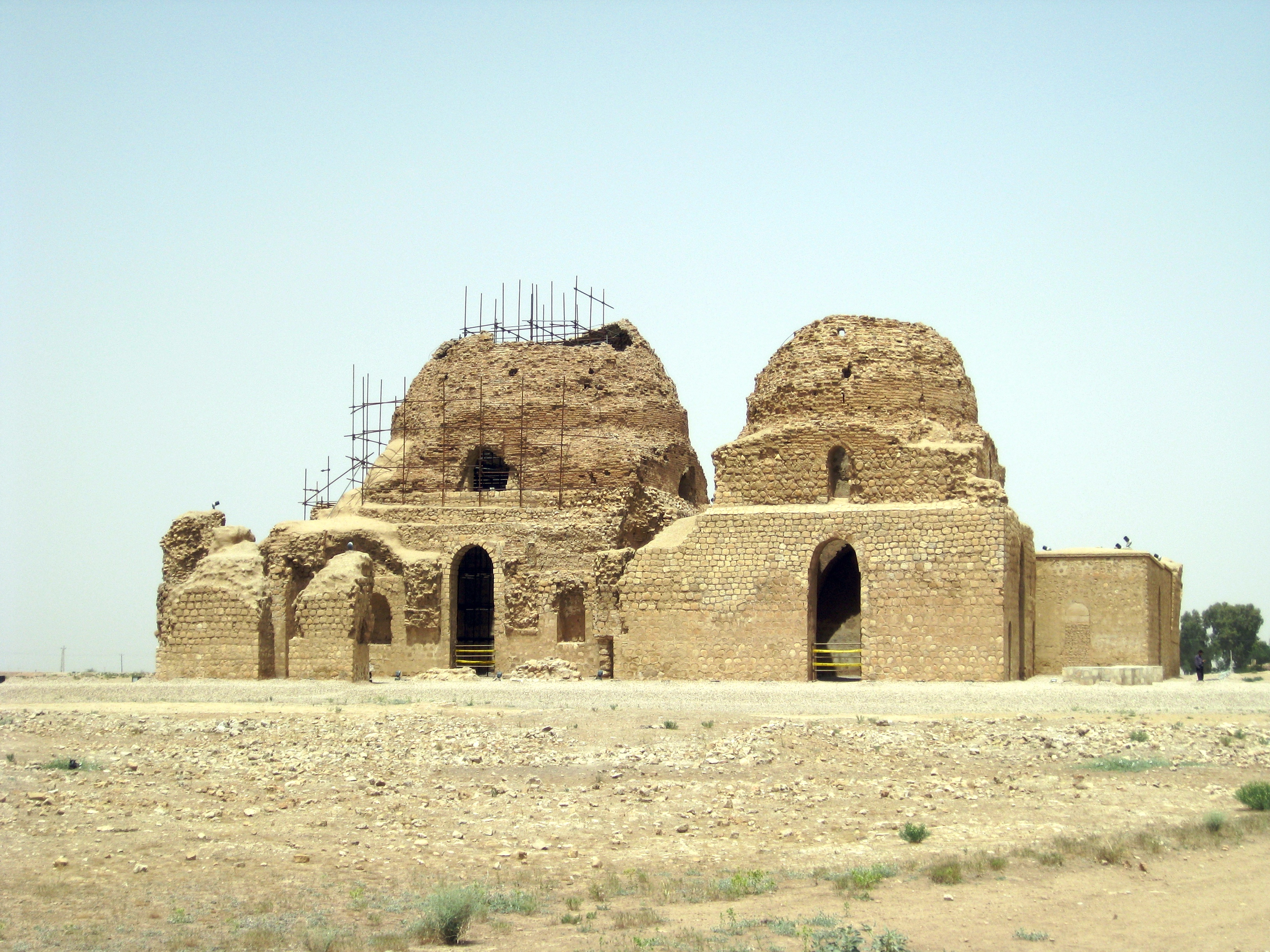
Palau sassànida
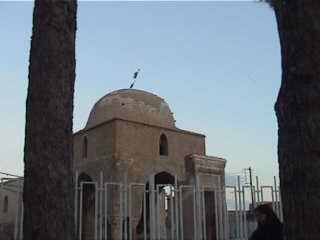
Mausoleu del xeic Yusuf Sarvestani